# 世界高爾夫名人堂

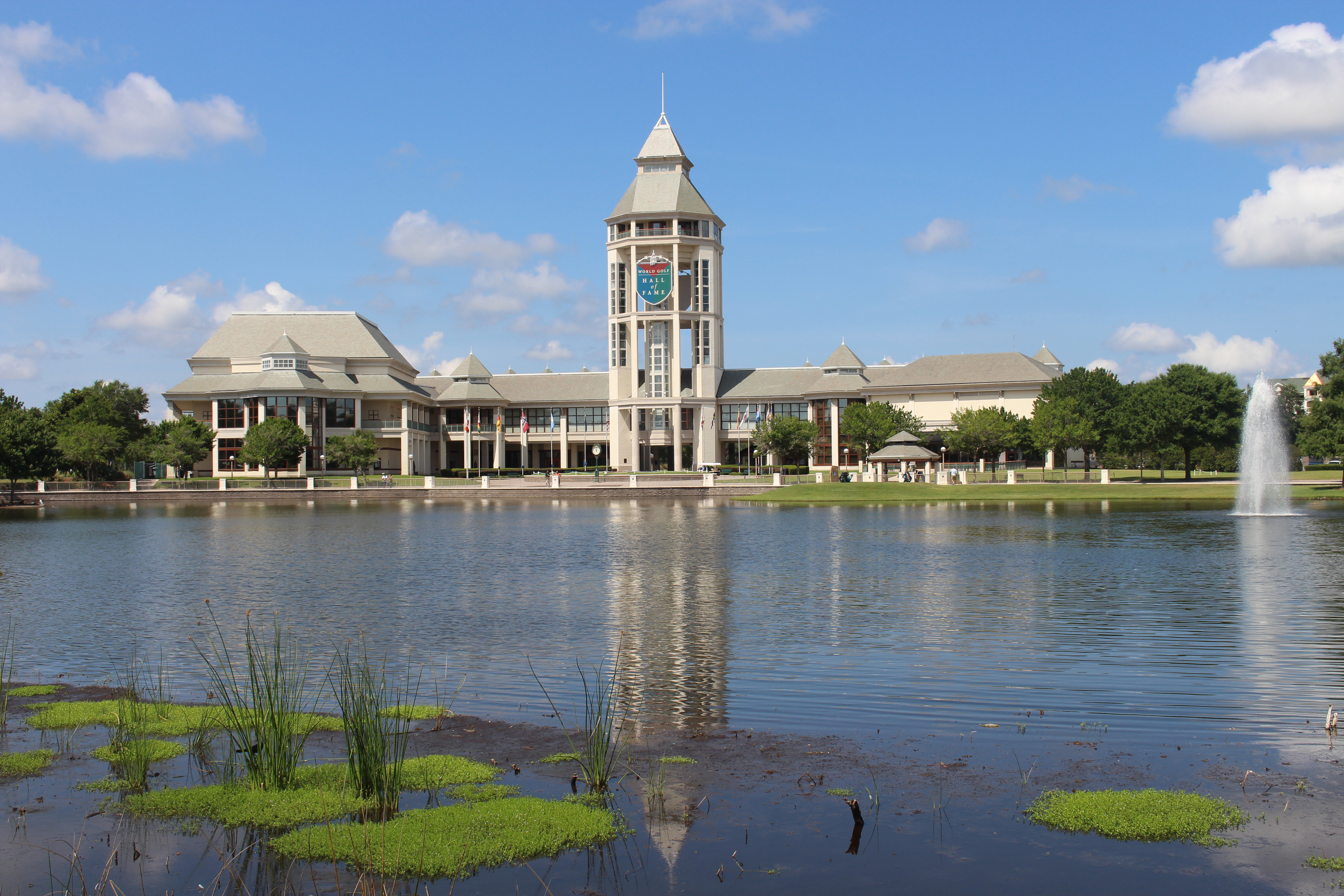
位於世界高爾夫球村內的世界高爾夫名人堂

29°59′29″N 81°28′13″W / 29.991337°N 81.47031799999999°W
世界高爾夫名人堂，位於美國佛羅里達州聖奧古斯丁世界高爾夫球村，獲世界26個高爾夫球組織認可，是少有同時嘉許兩性的名人堂。世界高爾夫名人堂博物館的建築由波士頓E·弗納·約翰遜建築師事務所負責設計。館內有常設展覽和不時更新的臨時展覽，當中包括高爾夫球歷史、技巧、球員、球會、球具、服飾等介紹。

## 歷史
世界高爾夫名人堂原本位於北卡羅萊納州，由派恩赫斯特度假村的業主Diamondhead Corp所管理。它在1974年開放，當時有13個類別的會員。直到被美國職業高爾夫球員協會（PGA of America）於1983年接管為止都只是個地方性的項目。協會於1986年全資擁有世界高爾夫名人堂，而它自己於1940年開始營運的名人堂亦於1980年代合併到世界高爾夫名人堂。美國女子職業高爾夫協會（LPGA）名下的名人堂則於1988年合併至此。1994年，非謀利組織世界高爾夫基金成立，藉著改善名人堂以推廣高爾夫球運動是其宗旨之一。在聖約翰斯縣的新設施於1996年開始興建，並於1998年5月19日開幕。

## 會員類別
自2014年起，世界高爾夫名人堂的會員歸納為4個類別——男子選手（Male Competitor）、女子選手（Female Competitor）、老將（Veterans）和終身成就（Lifetime Achievement）。選舉每年一次，而入會儀式則從2015年開始每隔一年舉行一次。男女子選手的參選資格為40歲或以上，或者已經退役5年或以上，並曾經贏得15次或以上的認可巡迴賽或2次或以上的大賽。老將多數是1980年代以前已經退役的名宿，他們可以曾經是職業或業餘選手。終身成就類別則是舊制度下的遺物。
2016年，男女子選手的最低歲數由40上調至50。

## 選舉機制
20人的推選委員會會從合資格的候選人中選出男女子選手各5名，老將和終身成就類別各3名，然後再由另一16人的選舉委員會進行投票。進入世界高爾夫名人堂的門檻為75%支持票，即必須得到起碼12個委員的支持，另外每一屆，當選的人不會超過5位。
20人的推選委員會中，12人是高爾夫的執行長，其中包括萊德盃主管，美國高爾夫協會公共事業主管，美國職業高爾夫協會公關主管，IMG副總裁。另有六人是名人堂成員， 還有兩名記者。
1996年至2000年間，當選門檻一直維持在75％，2001年至2003年下調到65%，2004年至2013年在65%之外加入「如無人穫得65%，則得票最高者（需最少50%以上）當選」的較為寬鬆的條件，此舉做成蘇格蘭藉選手柯林·蒙哥馬利在一遍爭議聲中當選的情況。當選門檻於2014年回調至75%，得票最高者當選的條件亦被刪除。

## 會員資格細節
參選人必需在選舉年的1月1日前年滿50歲。
|            | 男子                                                                               | 女子 |
| ---------- | ---------------------------------------------------------------------------------- | --- |
| 認可巡迴賽 | PGA巡迴賽 歐洲巡迴賽 日本高爾夫巡迴賽 南非的陽光巡迴賽 亞洲巡迴賽 澳大拉西亚巡回赛 | LPGA巡迴賽 歐洲女子巡迴賽 日本女子巡迴賽 韓國女子巡迴賽 澳洲女子巡迴賽 |
| 大賽       | 美國名人賽 美國高爾夫公開賽 英国高尔夫球公开赛 PGA錦標賽 球員錦標賽                | 美國女子公開賽 LPGA錦標賽 英國女子公開賽（2001年至今） 納貝斯克錦標賽（1983年至今） 愛維養錦標賽（2013年至今） 加拿大女子公開賽（1979年 - 2000年） 頭銜擁有者錦標賽 西方女子公開賽 |

## 會員
| 當選年份 | 男子 | 女子                                                                                           |
| -------- | --- | ---------------------------------------------------------------------------------------------- |
| 1951     | | 貝蒂·詹姆森（ 美国） · 帕蒂·伯格（ 美国） · 路易絲·薩格斯 （ 美国） · 蓓比·札哈里亞斯（ 美国） |
| 1960     | | 貝齊·羅斯（ 美国）                                                                             |
| 1964     | | 米奇·賴特（ 美国）                                                                             |
| 1974     | 沃爾特·哈根（ 美国） · 鮑比·瓊斯（ 美国） · 拜伦·尼尔森 （ 美国） · 傑克·尼克勞斯（ 美国） · 弗朗西斯·奎梅特（ 美国） · 阿诺德·帕尔默（ 美国） · 蓋瑞·普萊爾 （ 南非） · 吉恩·薩拉森（ 美国） · 薩姆·斯尼德（ 美国） · 哈利·瓦爾登（澤西） |                                                                                                |
| 1975     | 威利·安德森（ 苏格兰） · 弗雷德·科克倫（ 美国） · 約瑟夫·戴伊（ 美国） · 奇克·埃文斯（ 美国） · 小湯姆·莫里斯（ 苏格兰） · 約翰·亨利·泰勒（ 英格兰）                                                                                       | 格倫娜·科萊特-瓦雷（ 美国） · 霍伊塞·韋瑟德（ 英格兰） · 凱西·惠特沃思（ 美国）                |
| 1976     | 湯米·阿瑪（ 苏格兰 美国） · 詹姆斯·布雷德（ 苏格兰） · 老湯姆·莫里斯（ 苏格兰） · 杰羅姆·特拉弗斯（ 美国） |                                                                                                |
| 1977     | 鮑比·洛克（ 南非） · 約翰·鮑爾（ 英格兰） · 埃布·格拉菲斯（ 美国） · 唐納·德羅斯（ 苏格兰 美国） | 桑德拉·海尼（ 美国） · 卡羅爾·曼（ 美国）                                                      |
| 1978     | 比利·卡斯珀（ 美国） · 哈羅德·希爾頓（ 英格兰） · 冰·哥羅士比（ 美国） · 克利福德·羅伯茨（ 美国） | 多蘿西·坎貝爾（ 苏格兰 美国）                                                                  |
| 1979     | 沃爾特·特拉維斯（ 美国） |                                                                                                |
| 1980     | 亨利·科頓（ 英格兰） · 羅森·利特（ 美国） |                                                                                                |
| 1981     | 拉爾夫·古勒達爾（ 美国） · 李·特里維諾（ 美国） |                                                                                                |
| 1982     | 朱利爾斯．包羅斯（ 美国） | 喬安妮·卡納（ 美国）                                                                           |
| 1983     | 吉米·德馬雷（ 美国） · 鲍勃·霍普（ 美国） |                                                                                                |
| 1986     | 卡里·米德爾科夫（ 美国） |                                                                                                |
| 1987     | 羅伯特·特倫特·瓊斯（ 美国） | 南希·洛佩茲（ 美国）                                                                           |
| 1988     | 鮑勃·哈洛（ 美国） · 彼得·湯姆森（ 美国） · 湯姆·沃森（ 美国） |                                                                                                |
| 1989     | 吉姆·巴恩斯（ 英格兰） · 羅伯托·德維琴佐（ 阿根廷） · 雷蒙德·弗洛伊德（ 美国） |                                                                                                |
| 1990     | 威廉·C·坎貝爾（ 美国） · 吉恩·利特勒（ 美国） · 保羅·魯尼恩（ 美国） · 霍頓·史密斯（ 美国） |                                                                                                |
| 1991     | | 帕特·布拉德利（ 美国）                                                                         |
| 1992     | 哈里·庫珀（ 英格兰 美国） · 黑爾·歐文（ 美国） · 吉吉·羅德里格斯（ 波多黎各 美国） · 理查德·塔夫茨（ 美国） |                                                                                                |
| 1993     | | 帕蒂·希恩（ 美国）                                                                             |
| 1994     | | 黛娜·修爾（ 美国）                                                                             |
| 1995     | | 貝西·金恩（ 美国）                                                                             |
| 1996     | 約翰尼·米勒（ 美国） |                                                                                                |
| 1997     | 塞維·巴列斯特羅斯（ 西班牙） · 尼克·佛度（ 英格兰） |                                                                                                |
| 1998     | 勞埃德·曼格魯姆（ 美国） |                                                                                                |
| 1999     | | 艾米·奧爾科特（ 美国）                                                                         |
| 2000     | 小傑克·伯克（ 美国） · 迪恩·貝曼（ 美国） · 邁克爾·博納拉克（ 英格兰） · 尼爾·科爾斯（ 英格兰） · 約翰·雅各布斯（ 英格兰） | 貝絲·丹尼爾（ 美国） · 朱莉·英科斯特（ 美国） · 朱迪·蘭金（ 美国）                             |
| 2001     | 伯納德·蘭格（ 德国） · 格雷格·諾曼（ ） · 佩恩·斯圖爾特（ 美国） · 艾倫·羅伯遜（ 苏格兰） · 卡斯滕·索爾海姆（ 美国） | 唐娜·卡波尼（ 美国） · 朱迪·貝爾（ 美国）                                                      |
| 2002     | 本·克倫肖（ 美国） · 托尼·傑克林（ 英格兰） · 湯米·博爾特（ 美国） · 哈維·佩尼克（ 美国） | 馬萊娜·哈格（ 美国）                                                                           |
| 2003     | 尼克·普萊斯（ 辛巴威） · 萊奧·迪熱爾（ 美国） | 樋口久子（ 日本） · 安妮卡·索倫斯坦（ 瑞典 美国）                                              |
| 2004     | 查理·斯福德（ 美国） · 青木功（ 日本） · 湯姆·凱特（ 美国） | 馬琳·史翠特（ 加拿大）                                                                         |
| 2005     | 伯納德·達爾文（ 英格兰） · 阿利斯特·麥肯齊（ 英格兰） · 老威利·派克（ 苏格兰） · 维杰·辛格（ 斐济） | 岡本綾子（ 日本） · 卡里·韋布（ ）                                                             |
| 2006     | 拉里·納爾遜（ 美国） · 亨利·皮卡德（ 美国） · 馬克·麥科馬克（ 美国） | 瑪麗蓮·史密斯（ 美国）                                                                         |
| 2007     | 喬·卡爾（ 爱尔兰） · 休伯特·格林（ 美国） · 查爾斯·B·麥克唐納（ 美国） · 凱爾·納格爾（ ） · 寇蒂斯·史川吉（ 美国） | 朴世莉（ ）                                                                                    |
| 2008     | 鮑勃·查爾斯（ 新西兰） · 皮特·戴（ 美国） · 丹尼·舒特（ 美国） · 赫伯特·沃倫·温德（ 美国） · 克雷格·伍德（ 美国） | 卡羅爾·森普爾（ 美国）                                                                         |
| 2009     | 老克里斯蒂·奧康納（ 爱尔兰） · 何塞·玛利亚·奥拉萨巴尔（ 西班牙） · 蘭尼·沃德金斯（ 美国） · 德怀特·艾森豪威尔（ 美国） |                                                                                                |
| 2011     | 厄尼·艾爾斯（ 南非） · 尾崎將司（ 日本） · 道格·福特（ 美国） · 喬克·哈奇森（ 苏格兰 美国） · 弗蘭克·奇爾金安（ 美国） · 乔治·赫伯特·沃克·布什（ 美国）                                                                                    |                                                                                                |
| 2012     | 菲爾·米克森（ 美国） · 丹·詹金斯（ 美国） · 桑迪·萊爾（ 美国） · 彼得·艾利斯（ 英格兰） | 霍利斯·斯泰西（ 美国）                                                                         |
| 2013     | 佛列德·卡波斯（ 美国） · 肯·溫圖利（ 美国） · 小威利·派克（ 苏格兰） · 柯林·蒙哥馬利（ 苏格兰） · 肯·斯科菲爾德（ 苏格兰） |                                                                                                |
| 2015     | 大衛·格雷厄姆（ ） · 馬克·歐米拉（ 美国） · A· W·蒂林哈斯特（ 美国） | 勞拉·戴維斯（ 美国）                                                                           |
| 2017     | 亨利·朗赫斯特（ 英格兰） · 戴維斯·洛夫三世（ 美国） · 伊恩·伍斯南（ ） | 梅格·馬龍（ 美国） · 蘿瑞納·歐秋雅（ 墨西哥）                                                  |
| 2019     | 雷蒂夫·古森（ 南非） · 比利·佩恩（ 美国） · 丹尼斯·沃爾特斯（ 美国） | 佩吉·柯克·貝爾（ 美国） · 簡·斯蒂芬森（ ）                                                     |
| 2021     | 老虎伍茲（ 美国） · 蒂姆·芬赫姆（ 美国） | 馬里恩·霍林斯（ 美国） · 蘇西·伯寧（ 美国）                                                    |

## 外部連結
- 官方网站